# Nowy Casnik
Nowy Casnik (н.-луж. Новая газета) — еженедельная газета, выходящая на нижнелужицком и немецком языках. Лауреат премии имени Якуба Чишинского. Печатается в издательстве «Домовина».

## История
Современная газета является преемницей первого журнала на нижнелужицком языке «Bramborski Serbski Casnik», первый номер которого вышел из печати 5 июля 1848 года по инициативе католического священника Маты Новека (Mata Nowek), который редактировал газету до 1852 года. С 1852 года редактором газеты был Кито Панка (Kito Panka). В 1863 году главным редактором стал Кито Швеля (Kito Šwjelа). В 1880 году издание было переименовано в «Bramborskе Nowiny». С 1885 года по 1915 год издание выходило под названием «Bramborskе Casnik». Кито Швеля был главным редактором газеты до 1915 года. С 1880 по 1883 год соредактором газеты был нижнелужицкий поэт Мато Косык (Mato Kosyk). С 1916 года до 1922 года редактором газеты был Богумил Швеля (Bogumił Šwjela), при котором газета с 1921 по 1922 год выходила под названием «Serbski Casnik».
С 1923 года главным редактором газеты была Мина Виткойц (Mina Witkojc). При её руководстве тираж достиг 1200 экземпляров. С 1931 года по 1933 год редактором газеты был Фрицо Роха (Fryco Rocha). С 1933 года газета перешла во владение организации «Bramborskeje Kube», которая стала печатать на её страницах пропагандистские националистические тексты. Летом 1941 года издание газеты «Bramborskе Nowiny» было запрещено.
3 декабря 1947 года по инициативе Богумила Швели было возобновлено издание газеты под современным названием. Издание издавалось под патронажем культурно-национального лужицкого общества Домовина. Выходила в качестве приложения к газете на верхнелужицком языке «Nowa doba». С 1954 года стала самостоятельным изданием.
В 1974 году коллектив газеты был удостоен премии имени Якуба Чишинского.
В 1977 году на пенсию вышел главный редактор газеты Вылем Беро (Wylem Bjero), для которого нижнелужицкий язык был родным. В настоящее время главным редактором является поляк Гжегож Вечорек (Grzegorz Wieczorek), который в 2005 году сменил журналиста Хорста Адама (Horst Adam).

## Редакторы
- Виткойц, Мина (1923—1931).
- Роха, Фрицо (1931—1933).
- Беро, Вилем (1955—1977).
- Адам, Хорст (1992—2005).
- Гжегож Вечорек (2005 — по настоящее время).